# Yumeji Takehisa
Pour les articles homonymes, voir Yumeji.
 (février 2023).
Si vous disposez d'ouvrages ou d'articles de référence ou si vous connaissez des sites web de qualité traitant du thème abordé ici, merci de compléter l'article en donnant les références utiles à sa vérifiabilité et en les liant à la section « Notes et références ».
Yumeji Takehisa (竹久 夢二, Takehisa Yumeji) – est un peintre et poète japonais né à Oku (à présent Setouchi), dans la préfecture d'Okayama le 16 septembre 1884 et mort le 1er septembre 1934 à l'âge de 49 ans.

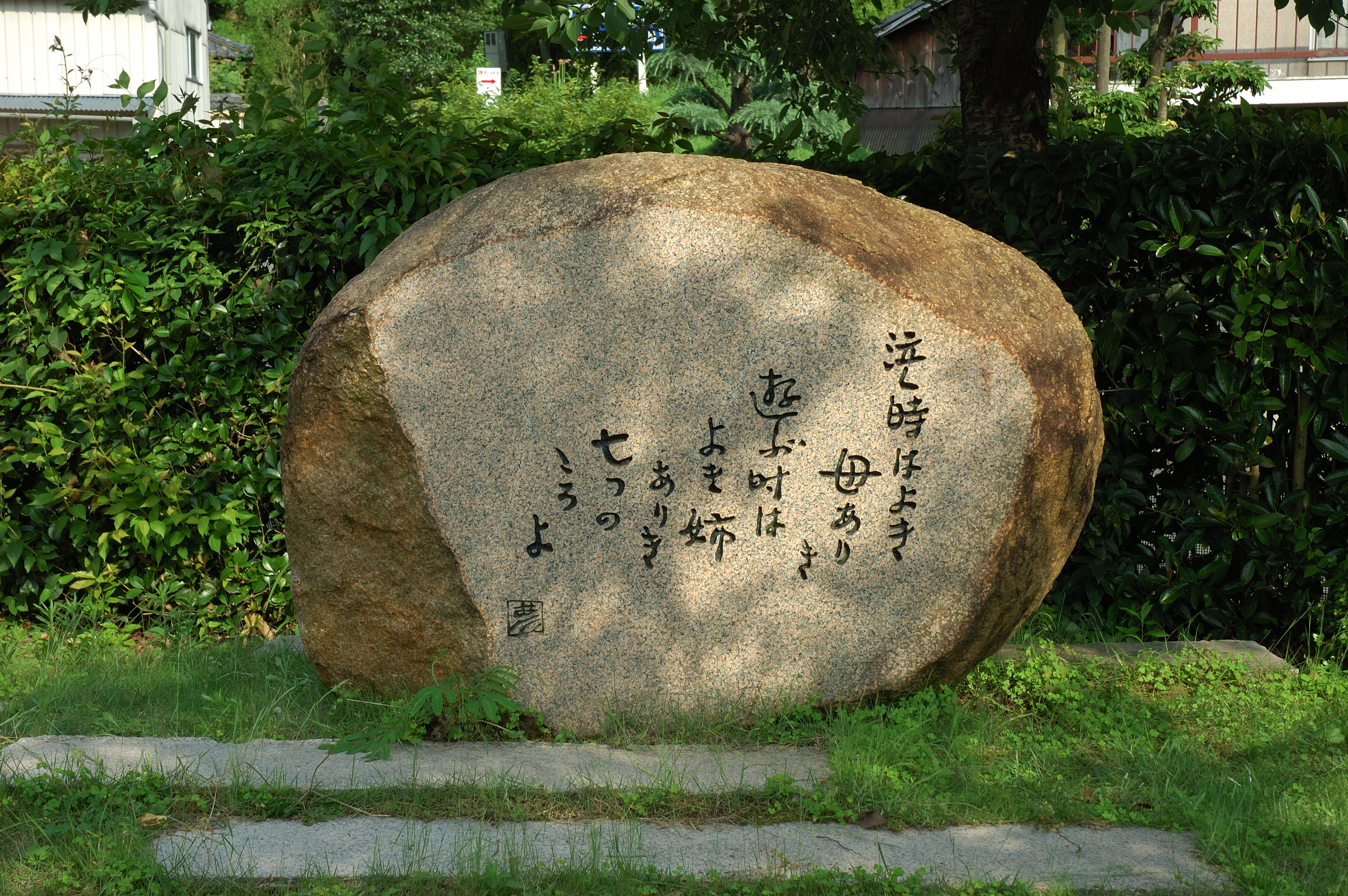
Stèle commémorative à son lieu de naissance

Il n'a jamais étudié le dessin dans aucune école d'art ni auprès d'aucun professeur, ne serait-ce que de façon formelle. Il déteste le concept de l'« artiste », ayant le sentiment d'une certaine prétention de celui-ci, ce qui naturellement contrarie nombre des artistes de son époque et entraîne des critiques négatives de la soi-disant élite.
À l'extérieur des cercles artistiques, les tableaux de Takehisa jouissent d'une grande popularité auprès des gens ordinaires et comptent à ce jour encore de nombreux amateurs tant au Japon qu'à l'étranger. Jeune, il voulait devenir poète mais ayant compris qu'il ne pouvait gagner sa vie de cette façon, il s'engagea dans le dessin et la peinture.
Il est enterré au cimetière Zoshigaya dans le quartier Ikebukuro de Tokyo.

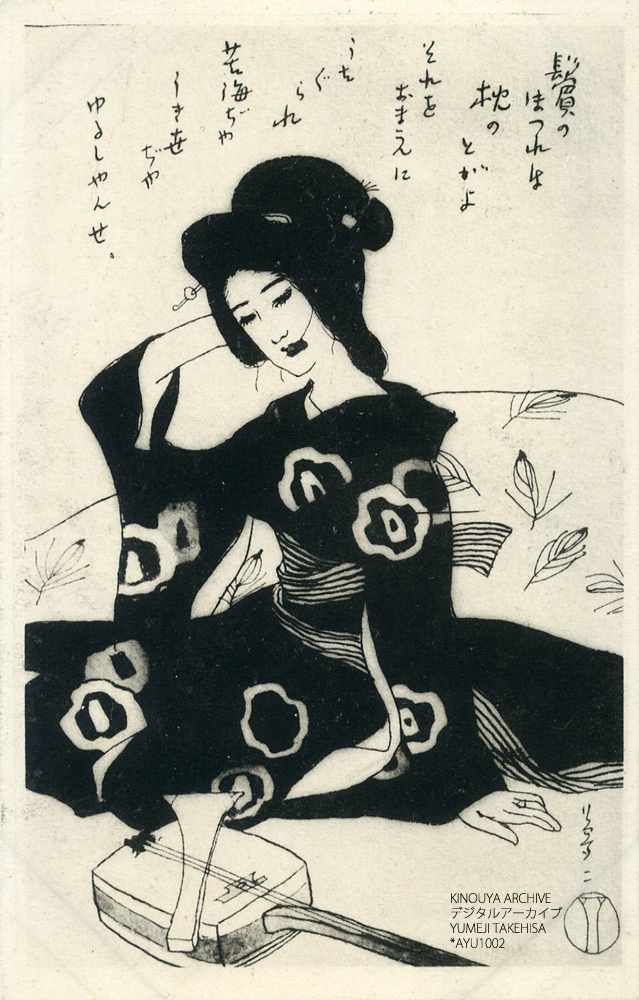
Carte postale, 1912
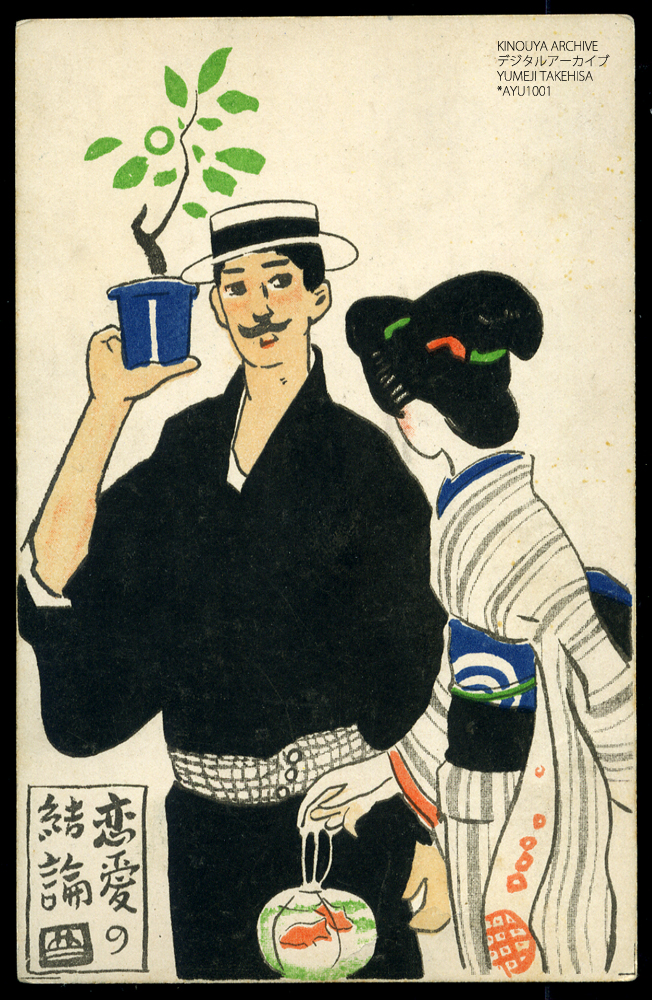
Carte postale, 1910
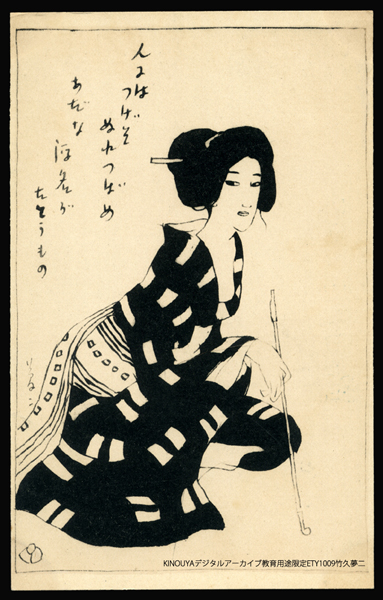
Carte postale, 1913
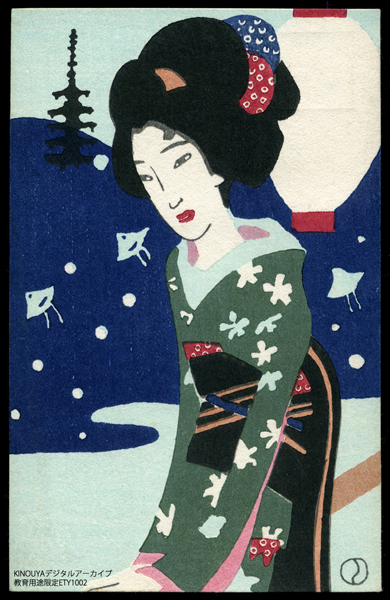
Carte postale, années 1930
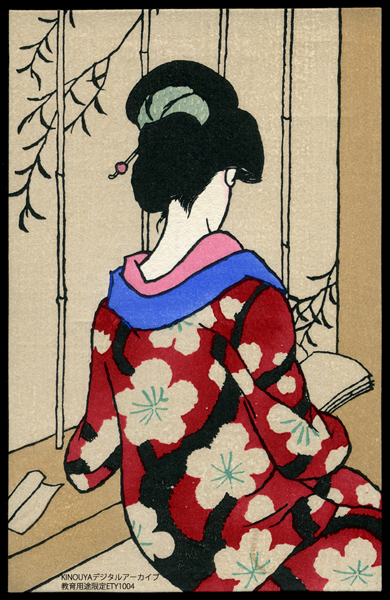
Carte postale, années 1930
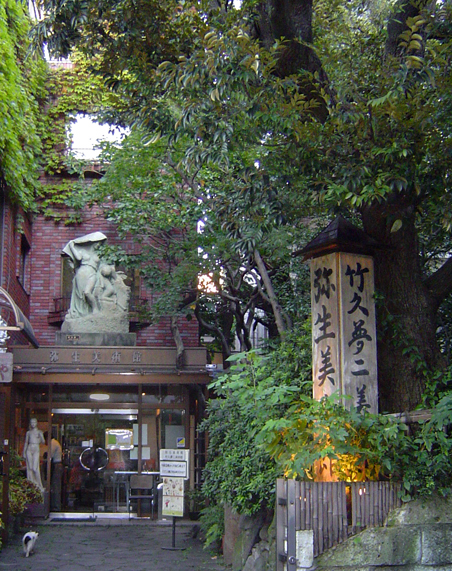
Yayoi-Takehisa Yumeji Bijutsukan, Tokyo